# Sóc đuôi trắng
Sóc đuôi trắng, hay đúng hơn là sóc linh dương đuôi trắng (danh pháp hai phần: Ammospermophilus leucurus) là loài sóc hoạt động ban ngày trên mặt đất được tìm thấy ở các vùng khô cằn Tây Nam Hoa Kỳ và miền bắc Mexico. Nó là loài ăn tạp, thức ăn chủ yếu là lá cây (10% -60% của chế độ ăn uống của nó), hạt (20% -50%), động vật chân đốt, và một mức độ thấp hơn, động vật có xương sống (chủ yếu là thằn lằn và các loài gặm nhấm, hành vi ăn thịt sóc đất đã được lưu ý)).. Loài sóc này có một phạm vi cư trú trung bình 14,9 mẫu Anh (60.000 m²), và sử dụng khoảng 4 mẫu Anh (16.000 m²) trong hoạt động hàng ngày của nó.

## Hình ảnh

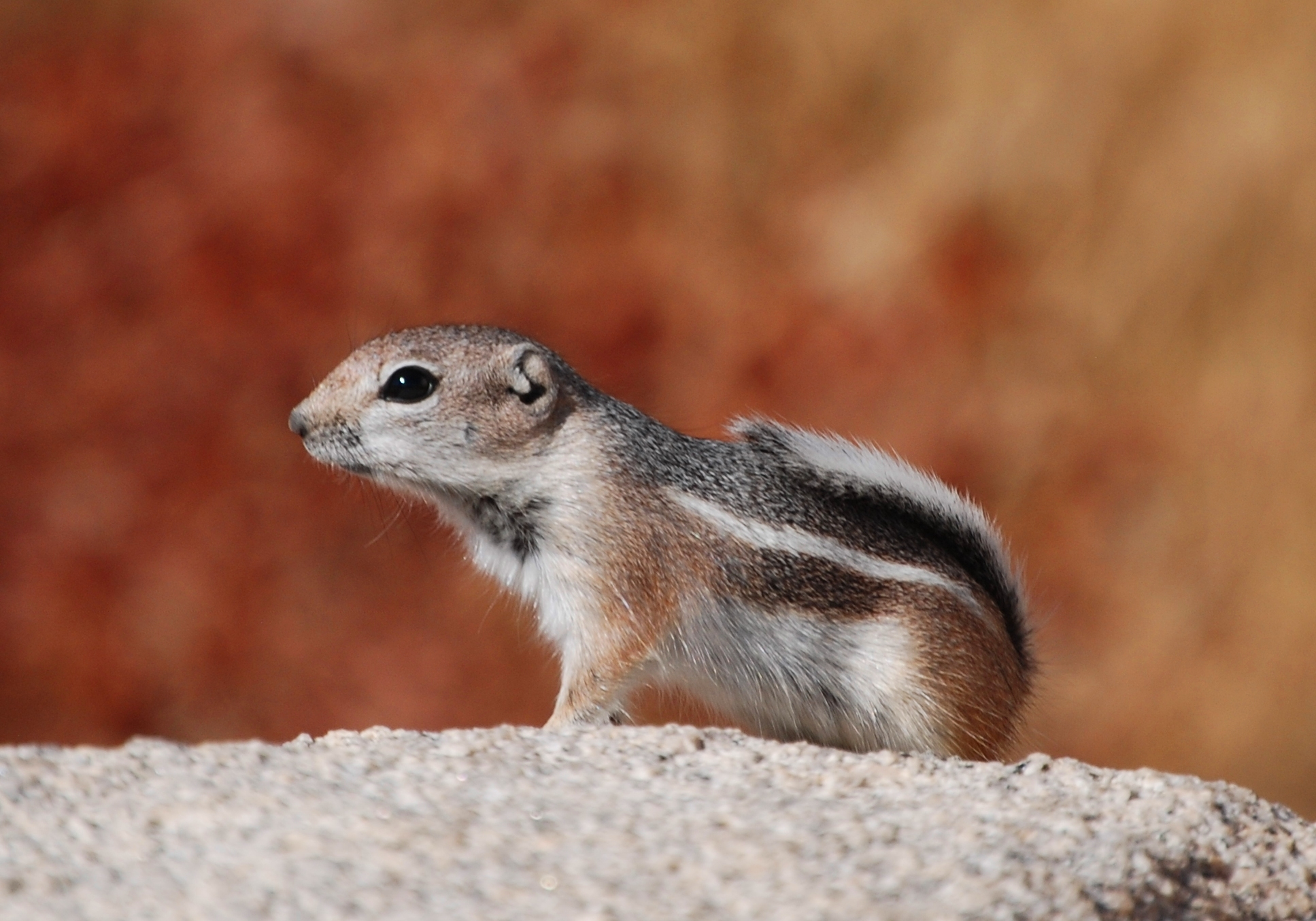
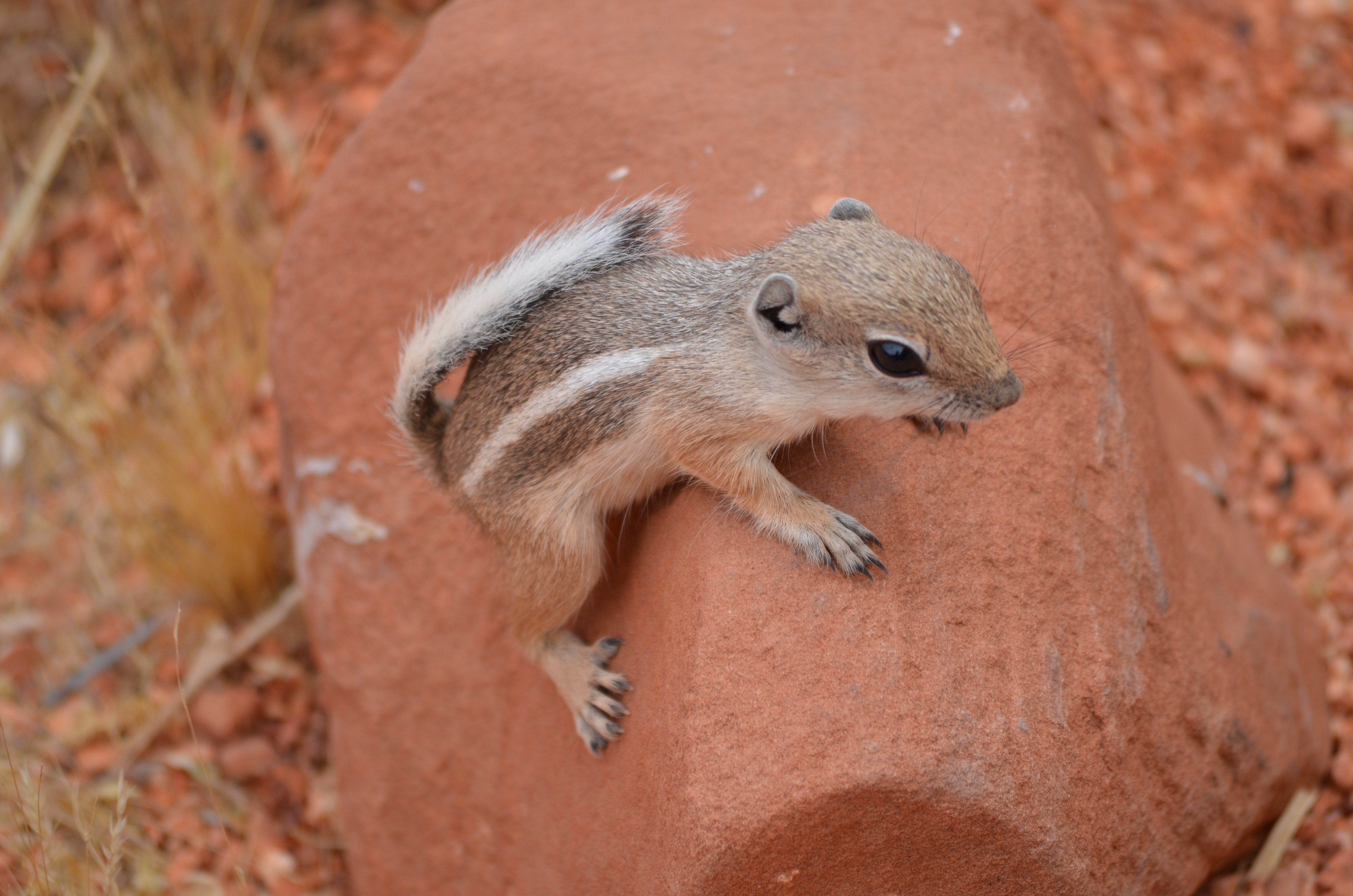
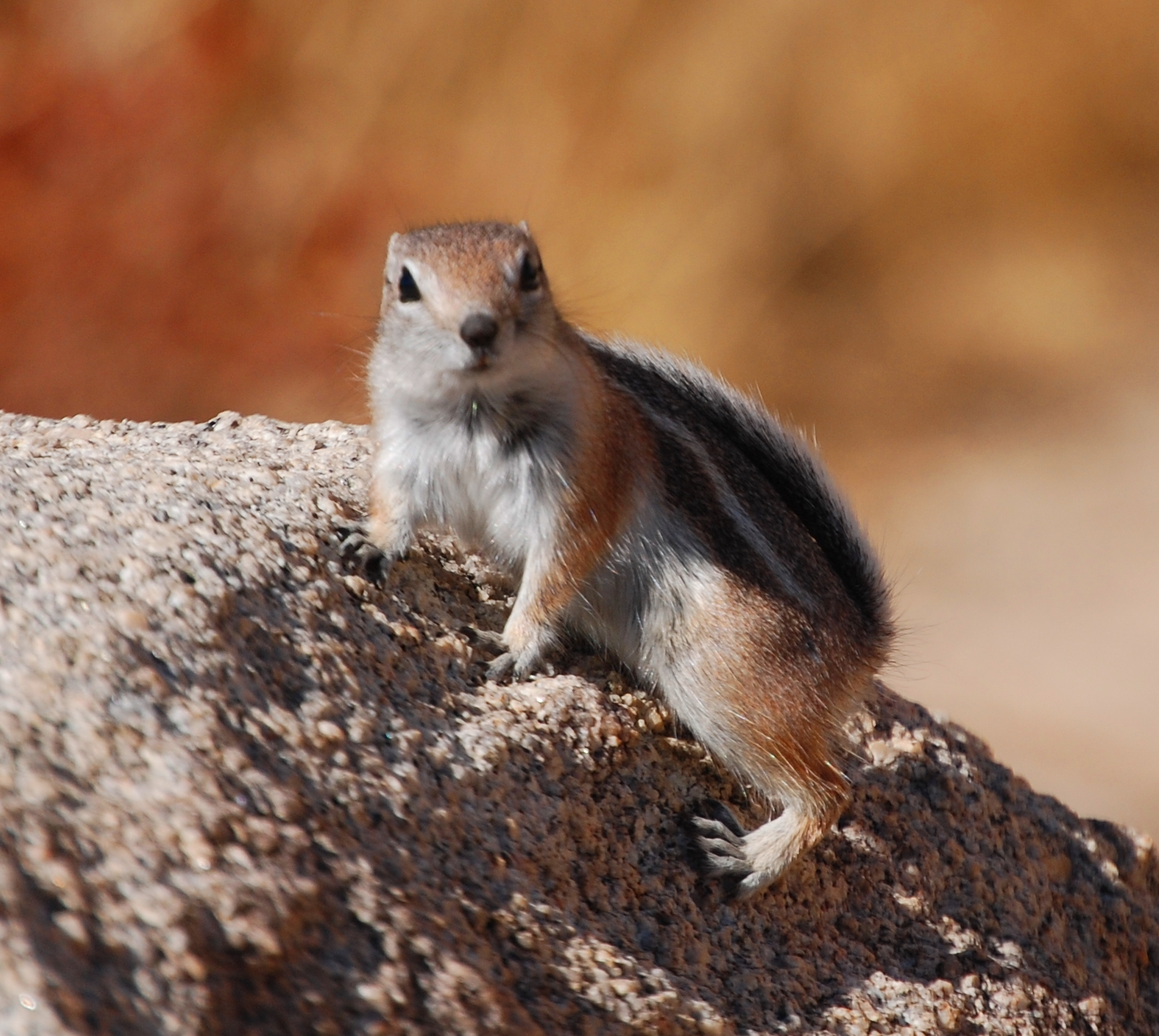
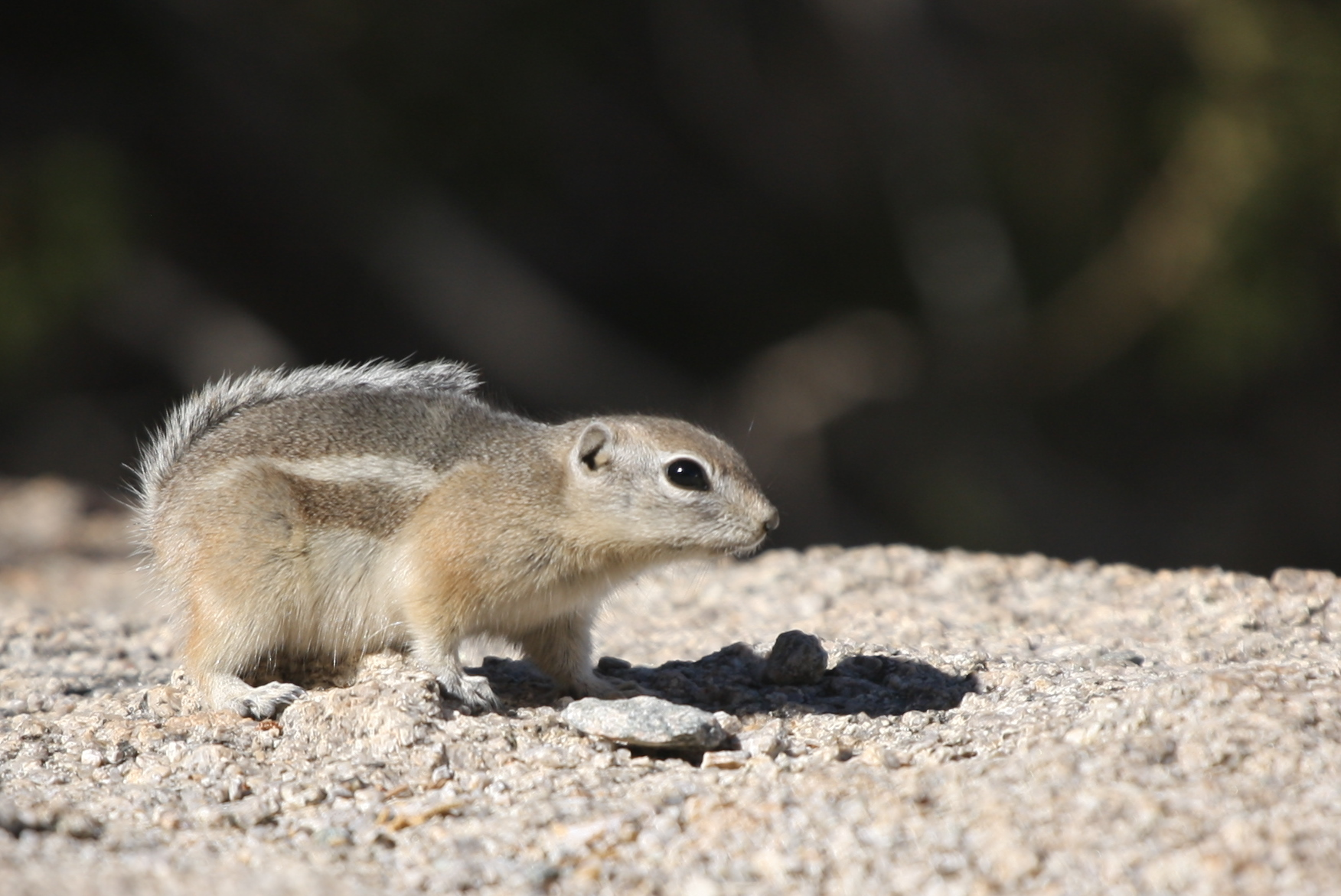